# Louis Fournier
Louis Antoine Fournier (1720'erne i Paris – før 1786) var en fransk porcelænsfabrikant virksom i Danmark.

## Baggrund
Hans forældre var embedsmand ved accisen Louis Fournier og Anne Meynard. Han kom her til 1759, sikkert på invitation fra Adam Gottlob Moltke, efter at have været ansat ved porcelænsfabrikkerne i Chantilly og Vincennes. I Frankrig er Fournier tidligst nævnt 1746 som "sculpteur" ved porcelænsfabrikken i Vincennes. Af en egenhændig oplysning 1753 fremgår det at Fournier også har fået en uddannelse ved kunstakademiet i Paris, men det vides ikke hvornår. 1752-59 arbejdede han som figurmager ved porcelænsmanufakturen i Chantilly. Blandt hans tidlige værker kendes arkivalsk en najade som han modellerede, samt tre flodguder og tre najader som han 1747 modtog betaling for at poussere, og som måske er fremstillet efter hans egne modeller.

## I Danmark
Fournier forestod fra 1760-66 nogle af de under Frederik V hyppige forsøg på at få en dansk porcelænstilvirkning i gang. Han gjorde sine forsøg under kunstnerisk ledelse, først under professor Simon Stanley og efter dennes død (1761) under Johannes Wiedewelt, og arbejdede i den såkaldte Porcelænsfabrik ved Blåtårn (dvs. i eller ved Rysensteens Bastion i nærheden af Langebro), som regeringen havde anlagt 1737 til to fra Wien indkaldte ovnfabrikanter, der skulle lave porcelænsovne (d.e. fajanceovne) til Christiansborg Slot. Fournier frembragte her, efter samtidige udtalelser, «de skjønneste Taffelservicer», af hvilke nu kun nogle få rester er tilbage, bl.a. på i De Danske Kongers Kronologiske Samling på Rosenborg Slot. De bekræfter ikke ganske datidens stærke udtryk og viser i ethvert tilfælde, at han ikke producerede virkelig hårdt porcelæn. Den fra Strasbourg indkaldte porcelænsmaler Johann Georg Richter, som var ansat ved Kastrup Værk, blev indkaldt til Blågårdsfabrikken, og af malere engagerede han Jørgen Gylding, Joseph Brecheisen og Christian Seiptimus.
1765 ophørte den bekostelige produktion på fabrikken, og 1766 udbetaltes der rejsepenge til ham og nogle franske arbejdere, og hermed forsvandt han fra Danmark. Inden han forlod landet blev det ham pålagt at overdrage sin viden til Richter og kemikeren og den senere porcelænsfabrikant Frantz Henrich Müller.
Nogle få oplysninger findes om hans senere virke. 1771 indskrev han sig som medlem af Académie de Saint-Luc i Paris, hvor han 1774 udstillede et selvportræt, en buste i brændt ler i halv størrelse, udført i København (gået tabt). Det antages, at Fournier, tilbage i Frankrig, var med til at starte fabrikken i Limoges. 1776 er han anført han som "ancien conseiller" i akademiets medlemsliste, der ikke nævner ham i den næste fortegnelse fra 1786. Han må altså være død inden for dette tiår.

## Produktion
Hans mærke er et skrevet F5 i blåt.
Af hans produktion har 171 værker overlevet. Den omfatter steldele, tallerkener, fade; lågskåle med frit modellerede hanke og lågknopper; kopper og kander; blomsterbuketter; vaser; buster og biskuitrelieffer af Frederik V (efter J.-F.-J. Saly); Adam Gottlob Moltke (efter Johannes Wiedewelt); Jean-François Ogier (efter J.-F.-J.Saly). Fournier er repræsenteret på Bregentved, der har den største samling, og desuden i De Danske Kongers Kronologiske Samling, Nationalmuseet, Designmuseum Danmark, Davids Samling, Københavns Museum, Fredensborg Slot, Museet på Koldinghus, Den Gamle By i Aarhus og Fyns Kunstmuseum i Odense. I udlandet findes hans værker i Museum für Kunst und Gewerbe, Hamborg og British Museum i London.
Han blev gift 16. oktober 1753 med Marie Franoise Josephe de Monchy (Demonchy).